# Disa tenuis
Disa tenuis är en orkidéart som beskrevs av John Lindley. Disa tenuis ingår i släktet Disa och familjen orkidéer. Inga underarter finns listade i Catalogue of Life.